# Burchard II de Wurtzbourg
Burchard II est évêque de Wurtzbourg de 932 à 941.

## Biographie
On ne connaît pas les origines de Burchard. L'attribution plus tard à la maison d'Henneberg (de) est impossible, car elle n'était pas encore créée.
Burchard est d'abord abbé d'Hersfeld de 928 à 932. Il existe un diplôme signé par Henri Ier de Germanie en 931.
Sa nomination comme évêque date sans doute du début de l'année 932. Certaines sources placent un autre évêque entre lui et Thioto, mais elles ne sont pas fiables.
Dès sa nomination, Burchard participe à un synode à Erfurt en présence du roi Henri. En 937, il participe à Magdebourg à l'inauguration de l'abbaye Saint-Maurice de Magdebourg en présence de Otton Ier.
Ses activités dans son diocèse ne sont pas connues.

## Source, notes et références
- (de) Cet article est partiellement ou en totalité issu de l’article de Wikipédia en allemand intitulé « Burchard II. (Würzburg) » (voir la liste des auteurs).

## Liens
- Notice dans un dictionnaire ou une encyclopédie généraliste :   - Deutsche Biographie
- Notices d'autorité :   - VIAF
  - GND